# Der Storb
Der Storb, bürgerlich Daniel Storb (* 4. Februar 1985 in Köln) ist ein deutscher Stand-up-Komiker, Radiomoderator und Komiker. Storb gewann den RTL Comedy Grand Prix 2017.

## Leben
Storb kam im Januar 2013 zum Sender bigFM. Dort moderierte er bis Juli 2015 die Morningshow und arbeitete danach als Leiter Comedy und Moderator seiner Sendung Die Storb-Show. Im Januar 2021 wechselte er zum Berliner Sender 104.6 RTL wo er Nichtsahnende Gesprächspartner mit seinen Verrückten Telefonen reinlegte (Telefonstreich). Die tägliche Radio-Comedy wurde in der Frühsendung Arno und die Morgencrew ausgestrahlt.
Seit Anfang Mai 2022 ist Storb als Comedian und Moderator bei Radio Köln beschäftigt.
Er trat früher im Theater und mit Musicalgruppen auf. Er hatte dann Auftritte in den Sendungen NightWash Live und Nightwash on Tour. In Stuttgart ist er regelmäßig zusammen mit Andreas Weber in der gemeinsamen Stand-up-Show Kessel Comedy zu sehen.
Seit dem 2. November 2017 ist er Teil des zunächst monatlich erscheinenden Podcasts „Comedyperiode“, den er anfangs mit dem Kollegen und Freund Falk Schug realisierte. Seit dessen Ausstieg Anfang 2019 erscheint der Podcast jede Woche mit dem Comedian Andreas Weber, dem Theatermacher Jens Wienand und Podcaster André Georg Haase. Anfang September 2018 war er auch bei Markus Krebs in dessen erster Folge seiner RTL-Comedy-Reihe Witzearena zu Gast. Seit September 2018 ist er mit seinem Solo-Programm Radioaktiv auf Deutschland-Tour.